# Norwich (hrabstwo Windsor)
Norwich – jednostka osadnicza w Stanach Zjednoczonych, w stanie Vermont, w hrabstwie Windsor.